# Vicia anatolica
Vicia anatolica är en ärtväxtart som beskrevs av William Bertram Turrill. Vicia anatolica ingår i släktet vickrar, och familjen ärtväxter. Inga underarter finns listade i Catalogue of Life.